# K3b
K3b（來自KDE Burn Baby Burn） 是一個設計給 KDE在Linux或其它類Unix系統上的CD／DVD燒錄的自由軟體 。K3b 是用C++ 程式語言和Qt圖形界面開發工具寫成的。
K3b提供了圖形用戶介面給用戶進行CD/DVD燒錄工作，例如複製CD/DVD、製作音樂光碟，或者進一步燒錄eMoviX光碟，更可以直接從光碟複製到另一片光碟，程式也提供很多可以讓進階用戶修改的設定。K3b只提供圖形介面，實際上光碟燒錄是由CLI工具 cdrecord、wodim、cdrdao和growisofs完成的。
從1.0版開始，K3b提供了內建的音樂／DVD光碟讀取程式。
K3b 在 2006 年 LinuxQuestions.org 的票選活動以 70% 得票率，獲選為年度多媒體工具。(Multimedia Utility of the Year) 

## 特色
K3b 的主要特色如下:
- 燒錄資料 CD/DVD
- 燒錄音樂 CD
- 支援 CD Text
- 支援 藍光光碟[4]/DVD-R/DVD+R/DVD-RW/DVD+RW
- 支援 CD-R/CD-RW
- 支援 Mixed Mode CD (一片光碟上可以同時儲存音樂及資料)
- 支援多段燒錄
- eMovix CD/eMovix DVD
- 複製 CD 到 CD 或是 DVD 到 DVD
- 抹除 CD-RW/DVD-RW/DVD+RW
- 支援 ISO 映像檔

## 外部連結
- K3b website （页面存档备份，存于）
- The K3b Handbook （页面存档备份，存于）
- The K3b Handbook (pdf) （页面存档备份，存于）

- Tutorial to burn a multisession CD in linux using K3b